# La Conquista
La Conquista è un comune del Nicaragua facente parte del dipartimento di Carazo.